# King George-eiland (Antarctica)
King George is een van de Zuidelijke Shetlandeilanden. Het eiland is vernoemd naar de Britse koning George III van het Verenigd Koninkrijk.
Op het eiland zijn enkele poolstations gelegen zoals Villa Las Estrellas en Station Bellingshausen. Op het eiland leven dieren zoals de zeeolifant, het zeeluipaard, de Weddellzeehond, de adeliepinguïn en de Zuidelijke reuzenstormvogel.
Bridgeman · Clarence · Cornwallis · Deception · Elephanteiland · Gibbs · Greenwich · Half Moon Island . King George · Livingston · Low · Nelson · Penguin · Robert · Rowett · Rugged · Smith · Snow